# António de Holanda
António de Holanda (tra il 1480 e il 1500 – prima del 1571) è stato un pittore e miniaturista portoghese.

## Biografia

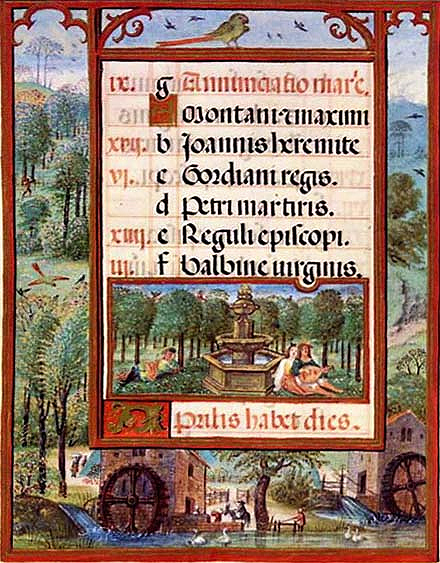
Libro d'ore di dom Manuel

Portoghese di adozione, si ritiene generalmente, basandosi sul nome, che fosse originario dei Paesi Bassi. La sua attività è nota solo a partire dal 1518, quando venne nominato passavante da Dom Manuel, carica che conservò sotto il regno di Giovanni III. Godeva probabilmente di un certo favore a corte, poiché fu pensionato dal  medesimo monarca nel 1527 e richiamato nel 1541 a Toledo per fare il ritratto dell'imperatore Carlo V, del figlio, il futuro Filippo II, e della sua sposa donna Isabella, sorella del re del Portogallo.
Nel 1544 fu incaricato di esaminare, in veste di esperto, il Libro d'ore della regina Caterina, opera di Simon Bening commissionata nelle Fiandre dall'umanista portoghese Damien de Gois. Alcune sue opere, conosciute da fonti letterarie, risultano oggi scomparse: un salterio e due libri di Domenicani, eseguiti per il convento di Tomar tra il 1533 e il 1536; le altre a noi giunte rivelano un miniatore di una certa capacità, il cui naturalismo d'ispirazione fiamminga non manifesta ancora nessun influsso del Rinascimento. In particolare è autore del Libro d'ore della regina Leonora ora a Pierpont Morgan Library di New York e collaborò con Simon Bening alla Genealogia dei re del Portogallo, ora nel British Museum di Londra. Con la Veduta di Lisbona contenuta nella Cronaca di dom Afonso di Duarte Galvão del Museo di Castro Guimaraēs di Cascais, gli si attribuisce pure una collaborazione al Libro d'ore di dom Manuel del Museo nacional de arte antiga di Lisbona (1517-1540).
Il figlio Francisco fu uno dei maggiori miniatori rinascimentali portoghesi.